# Павлов, Геннадий Александрович
Павлов Геннадий Александрович (6 января 1940 года, город Омск, РСФСР, СССР) — советский и российский государственный и общественный деятель, последний председатель Омского горисполкома (11 апреля 1990 — 20 ноября 1991).

## Биография
По собственным воспоминаниям, коренной омич во втором поколении (его дедушка приехал в Омск ещё в XIX веке). Родился 6 января 1940 года в Омске. Большую часть жизни прожил в частном секторе на углу улиц Герцена и 3-я Северная. Отец — Александр Петрович Павлов был старшим по кварталу и работал заведующим склада. В 1941 году ушёл на фронт, а в 1943 году погиб. Мать — Анна Семёновна, во время войны работала в отделе охраны на заводе им. Козицкого. Имел двух сестёр и одного брата — Вера, Сергей
и Татьяна. Последней пришлось работать в годы войны техничкой. Чтобы прокормить семьи, матери пришлось распродать практически все вещи.
В 1958 году — окончил Омский строительный техникум. Работал по распределению в Новосибирском мостопоезде № 419. Служил в армии, на Дальнем Востоке, в Приморье и Сахалине, на военных аэродромах оператором радиолокационной системы.
С 1963 года работал токарем на заводе «Электроточприбор», а затем в качестве контролёра, радиорегулировщика, инженера-технолога, заместителя начальника, а в дальнейшем и начальником цеха на заводе им. Н. Г. Козицкого.
В 1968 году — окончил радиотехнический факультет Омский политехнический институт. Совмещал учёбы с работой.
В 1972 году перешёл на партийную работу. Ездил во Львов на всесоюзные курсы повышения квалификации работников радиопромышленности.
В 1979 году стал вторым секретарём Центрального райкома КПСС.
С 1981 по 1985 гг. был председателем Центрального райисполкома.
В 1984 году — окончил Новосибирскую высшую партийную школу. В 1985 году стал первым секретарём Центрального райкома КПСС.
21 января 1988 года был избран заместителем председателя Омского горисполкома при Юрии Глебове, курировал социальную и молодёжную политику, экологию. С 11 апреля 1990 года был избран Председателем Омского горисполкома. При руководстве Павлова в городе Омске был впервые отпразднован день города Омска. Созданы музеи «Искусство Омска» и «Музей К. П. Белова», реконструирован Музей воинской славы омичей. Для музея им. М. А. Врубеля, начата реконструкция этого здания. Восстановлены Тарские ворота и установлен мемориальный камень в сквере УВД «Жертвам сталинских репрессий». Во время августовского путча и после провала ГКЧП не стал выходить из КПСС, что повлияло на его отношения с Председателем Омского облисполкома Полежаевым.
20 ноября 1991 года был одним из кандидатов на должность Главы Администрации города Омска, вместе с директором ПО «Автоматика» Владимир Поздняков и руководителем АО «Омск» Юрием Шойхетом. Однако Омский городской совет, при поддержке Председателя Омского облисполкома Полежаева, избран Главой Администрации города Омска Шойхета, с перевесом в 12 голосов. После неудачного участия в выборах Главы Администрации города Омска, Полежаевым было предложено перейти на работу в областную Администрацию, однако отказался.
С 1991 по 2000 года исполнительным директором Омского представительства Ассоциации сибирских и дальневосточных городов. С 2000 по 2011 года руководил некоммерческим партнёрством «Ремесленная палата Омской области».
В настоящее время является председателем Омской городской общественной организации «Совет ветеранов и пенсионеров» и президентом городского общественного фонда 300-летия Омск, которое сам и создал в 2000 году.
В 2021 году вошёл в федеральный партийный список Партии пенсионеров.

## Награды
- орден «Знак Почёта»;
- медаль «За доблестный труд»;
- медаль «Ветеран труда»;
- медаль ЦК ВЛКСМ «Лучшему комсомольскому пропагандисту»;